# SMS Novara (1850)
SMS Novara byla dřevěná třístěžňová fregata používaná rakouským a později Rakousko-uherským námořnictvem. Až později byla vybavena lodním šroubem a parním strojem. Loď se proslavila vědeckou výpravou z let 1857–1859, během které jako první rakouské plavidlo obeplula svět. Na palubě fregaty Novara také odplul do Mexika Ferdinand Maxmilián Josef Habsbursko-Lotrinský, bratr císaře Františka Josefa I., aby se stal mexickým císařem. Když byl císař Maxmilián popraven, dopravila jeho ostatky zpět do monarchie. Fregata Novara se také účastnila bitvy u Visu, ve které bylo poraženo silnější italské námořnictvo.

## Stavba

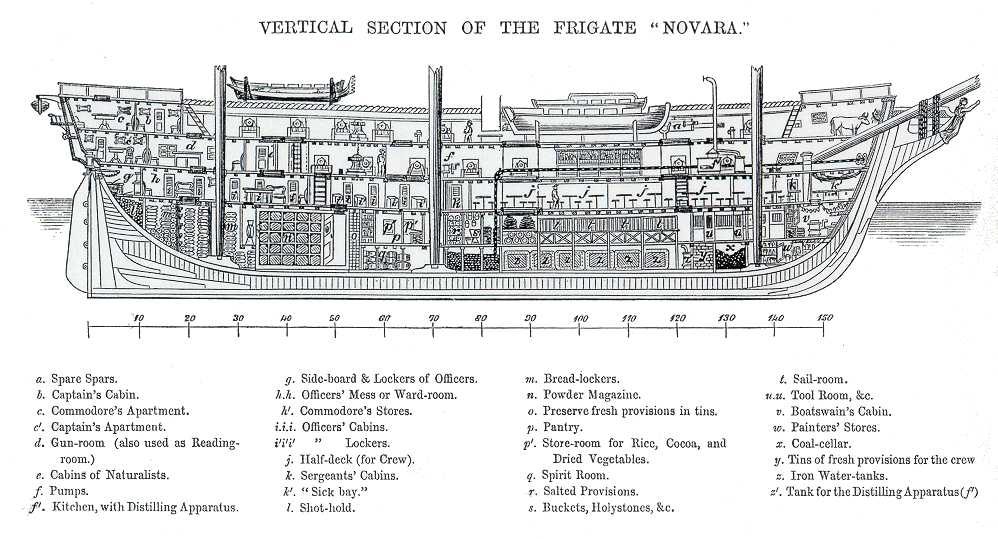
Průřez lodí v době její cesty kolem světa

Loď byla postavena pod jménem Minerva, ale na počest vítězství maršála Radeckého u Novary v roce 1849 přejmenována. Novara byla postavena v Benátkách podle návrhu G. Paresiho. Trup byl na vodu spuštěn 4. října 1850 a fregata byla dokončena 14. června 1851.

## Operační služba

### Plavba kolem světa
V letech 1857–1859 podnikla Novara, jako první rakouská válečná loď, cestu okolo světa. Vypravení vědecké expedice přitom bylo nápadem arcivévody Ferdinanda Maxe, který ji přikládal důležitost i po stránce obchodně-politické. Velitelem expedice se stal Bernhard von Wüllerstorf-Urbair a velitelem lodě byl fregatní kapitán Friedrich von Pöck. Během expedice měla loď posádku 346 mužů, z toho pět vědců, vybraných na základě doporučení předních rakouských vědeckých ústavů. Obrazovou dokumentaci měl pořizovat malíř Josef Selleny, dále byl na palubě přírodovědec Karl von Scherzer, geograf Carl von Ritter, chemik Justus von Liebig, geolog Ferdinand von Hochstetter a zoologii měl na starost Georg von Frauenfeld. Tropické nemoci a tvorbu herbářů měl na starost lodní lékař Eduard Schwarz, meteorologické a hydrografické experimenty prováděl vedoucí expedice von Wüllerstorf.

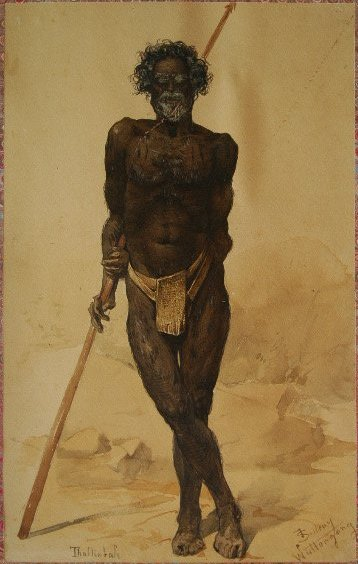
Austrálec na ilustraci Josepha Sellenyho

Novara vyplula 30. dubna 1857 z Terstu, dále navštívila Gibraltar, Madeiru, Rio de Janeiro, Kapské Město, Cejlon, Madras, Nicobary, Singapur, Manilu, Hongkong, Šanghaj, Sydney, Auckland, Tahiti a Valparaiso. V době vypuknutí války mezi Rakouským císařstvím a Francií se Novara nacházela v Jižní Americe. Loď se skrývala, protože se obávala střetu s francouzským loďstvem. Francouzský císař Napoleon III. ji však prohlásil za neutrální území, jelikož nesla poklady vědecké práce; věda je společná všem národům. Zpět do Terstu se Novara vrátila 26. srpna 1859. Plavby kolem světa se účastnili i námořníci z českých zemí, například jako šestnáctiletý člen lodní kapely cestu podstoupil Eduard Plachý ze Ctiněvsi pod Řípem, který si během cesty vedl i deník.
Výprava trvala 849 dní, z nichž loď strávila 298 na kotvách. Během této doby Novara urazila 51 686 námořních mil. Náklady na expedici činily 616 560 rakouských zlatých a dalších 125 894 rakouských zlatých bylo investováno do publikování výsledků expedice, které byly zpracovávány až do roku 1876. Novara přivezla na 26 000 vzorků botanických, zoologických, etnografických i antropologických, včetně nákladu lístků koky. Náklad kokových lístků byl impulzem pro vyvinutí a zdokonalení postupů výroby kokainu.

### Přestavba na parní pohon

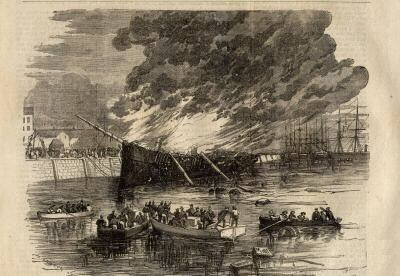
Ilustrace z italského tisku, zobrazující požár na fregatě Novara

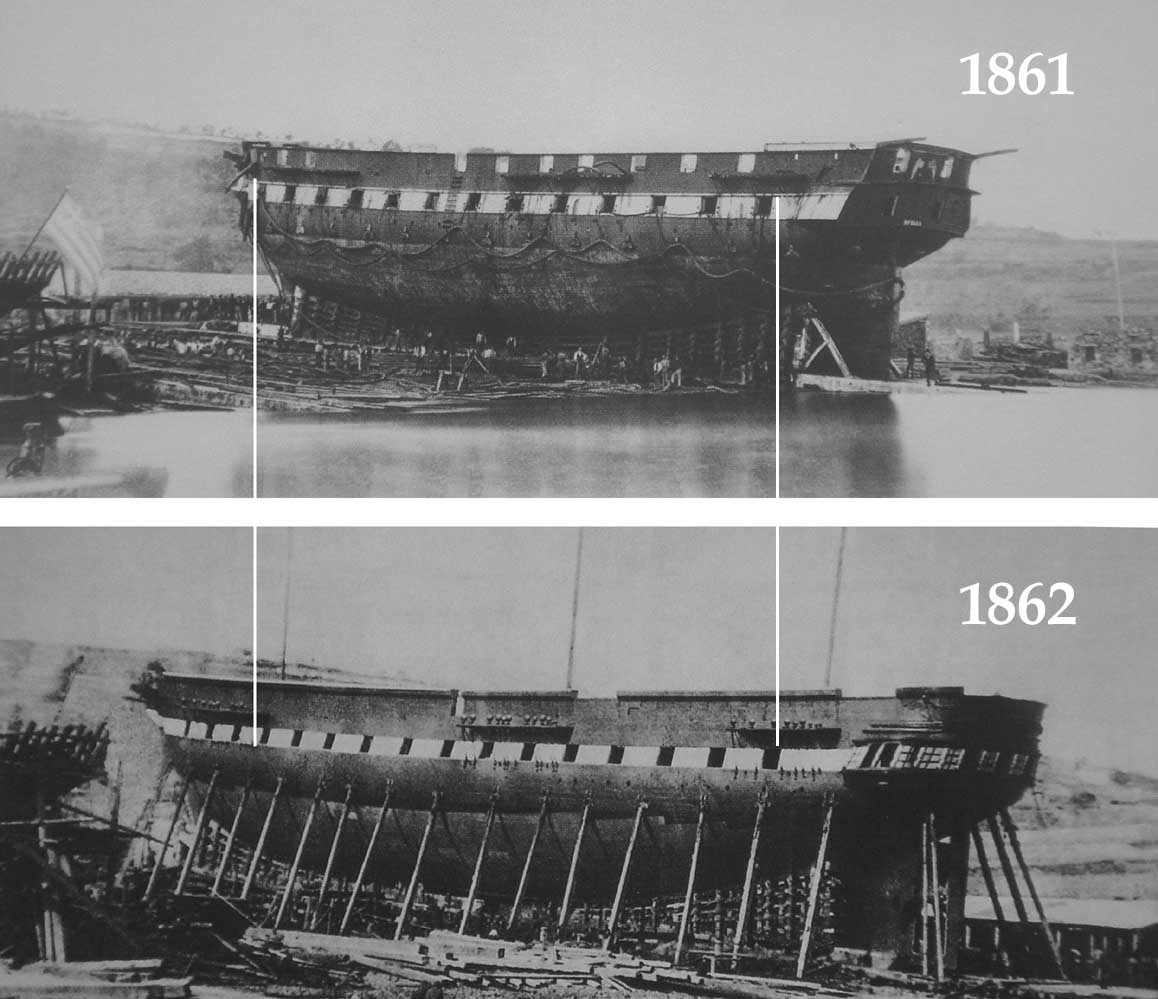
SMS Novara před a po přestavbě v r. 1861, kdy byl její trup prodloužen pro instalaci parního stroje

V roce 1862 byla Novara v Terstu přestavěna na šroubovou fregatu vybavenou dvouválcovým ležatým parním strojem. Přestavbu neplánovaně prodloužil požár lodi, způsobený nedbalostí dělníků či sabotáží. Vyhořela celá příď lodi až po kotle.

### Přeprava arcivévody Ferdinanda Maxmiliána do Mexika
Dne 14. dubna 1864 Novara podnikla zámořskou plavbu do Mexika, kam dopravila Ferdinanda Maxmiliána Josefa Habsbursko-Lotrinského, který se nakrátko stal mexickým císařem. Ferdinand Max byl v Mexiku svržen a popraven. Jeho ostatky v lednu 1868 převezla zpět do monarchie opět fregata Novara. Při této plavbě ji velel známý rakouský admirál Wilhelm von Tegetthoff.

### Bitva u Visu
V roce 1866 Novara bojovala v bitvě u Visu, která skončila těžkou porážkou silnější a modernější italské flotily. V bitvě byla zařazena do II. divize, kterou tvořily starší dřevěné lodě. V bitvě ji velel kapitán řadové lodě Eric von Klint. Zajímavostí je, že před bitvou byly na boky fregaty zavěšeny kotevní řetězy a kolejnice, které měly sloužit jako jakési přídavné pancéřování.

### Další osudy

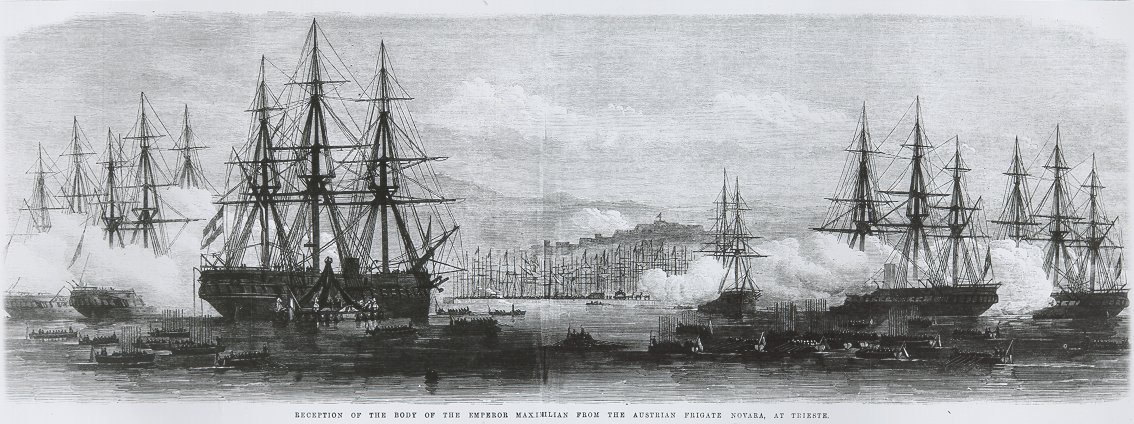
Předání těla císaře Maxmiliána z fregaty Novara. Terst 1868.

Z aktivní bojové služby byla Novara vyřazena v r. 1876, částečně odstrojena a využívána jako stacionární školní loď k výcviku námořníků. Od roku 1881 sloužila jako školní delostřelecká loď, později jako plovoucí kasárna v Pule. V roce 1898 byla vyřazena ze stavu a rozebrána na kusy.